# Масерија Скарпелино (Авелино)
Масерија Скарпелино је насеље у Италији у округу Авелино, региону Кампанија.
Према процени из 2011. у насељу је живело 30 становника. Насеље се налази на надморској висини од 357 м.